# Wolfgang Seyd
Wolfgang Seyd (* 21. Mai 1946 in Bremen; † 30. Juli 2024) war ein deutscher Erziehungswissenschaftler und Hochschullehrer.

## Leben
Nach der Promotion bei Lothar Reetz 1976 an der Universität Hamburg war er dort von 1979 bis 2012 Professor für Erziehungswissenschaft unter besonderer Berücksichtigung der Wirtschaftspädagogik, Schwerpunkt: Didaktik der Wirtschaftslehre.
Seine Arbeitsschwerpunkte waren berufliche Rehabilitation von Menschen mit Behinderungen, Berufsvorbereitung und Berufsausbildung benachteiligter Jugendlicher, Ausbildung der Ausbilder (AEVO) und handlungsorientierte Gestaltung von Lernsituationen.

## Schriften (Auswahl)
- Berufliche Bildung in Hamburg. Rechtsgrundlagen, Organisationsformen, Problemfelder. Alsbach (Bergstraße) 1987, ISBN 978-3-88064-104-4.
- Berufsbildung: handelnd lernen – lernend handeln. Situation und Perspektive der beruflichen Aus- und Weiterbildung. Handlungsorientierte Gestaltung von Lernsituationen. Hamburg 1994, ISBN 3-88264-193-2.
- Wege zur inklusiven Berufsbildung. Zustand und Perspektiven. Hamburg 2015, ISBN 3-88264-580-6.
- Fachkraft zur Arbeits- und Berufsförderung. Lehrbuch zur Weiterbildung. Hamburg 2018, ISBN 3-88264-633-0.